# Neutral Milk Hotel
Neutral Milk Hotel je američki indi rok sastav koji je osnovao tekstopisac Džef Mangum 1991. godine.
Generalno se smatra da je najuspešnije izdanje ove grupe album In the Aeroplane Over the Sea u kojem se tekstovi baziraju na Dnevniku Ane Frank. Album je prodat u oko 100.000 primeraka. Posle ovog albuma sastav nije ništa više izdao mada nikada ni formalno nije najavio da više ne postoji.

## Diskografija

### Studijski albumi
- (1996)
- (1998)

### Singlovi i EP izdanja
- (1993)
- (1995, reizdanje)
- (1998)
- (1993, reizdanje)
- (2011)
- (2011)

### Demo izdanja
- (1991)
- (1992)
- (1993)
- (1994)
- Dva neimenovana demo snimka (1994)

## Napomene
1. ↑  .  0-8264-1690-X

## Spoljašnje veze
- Zvanična prezentacija Архивирано на веб-сајту  (7. септембар 2006) (језик: енглески)
- Diskografija sastava (језик: енглески)
- „Šta se dogodilo sa Džefom Mangumom?“ (језик: енглески)